# To Be or Not to Be (film)
To Be or Not to Be este un film american de comedie neagră din 1942, regizat de Ernst Lubitsch, cu Carole Lombard și Jack Benny, în rolurile principale, și cu Robert Stack, Felix Bressart, Lionel Atwill, Stanley Ridges și Sig Ruman în rolurile secundare. Intriga se referă la o trupă de actori din Varșovia ocupată de naziști, care își folosesc abilitățile de deghizare și actorie pentru a păcăli trupele de ocupație. 
A fost adaptat de Lubitsch (necreditat) și Edwin Justus Mayer după povestea lui Melchior Lengyel. To Be or Not to Be a fost lansat la o lună după ce actrița Carole Lombard a murit într-un accident de avion. În 1996 a fost selectat pentru păstrare în Registrul Național de Film al Statelor Unite ale Americii de către Biblioteca Congresului ca fiind „semnificativ din punct de vedere cultural, istoric sau estetic”.

## Rezumat
În Varșovia, o companie de teatru repetă o piesă satirică numită „Gestapo”, avându-i în rolurile principale pe actorul narcisist Joseph Tura și pe soția sa, Maria. În timpul unei reprezentații cu „Hamlet”, Maria primește o scrisoare de la locotenentul Stanislav Sobinski, care o vizitează chiar în timpul celebrului monolog „A fi sau a nu fi”, stârnind gelozia lui Joseph. În scurt timp, piesa este anulată de autorități pentru a nu ofensa Germania. Curând după aceea, Germania invadează Polonia, iar Sobinski se alătură Forțelor Aeriene Regale (RAF), în timp ce Varșovia este bombardată.
În Anglia, Sobinski devine suspicios când profesorul Siletsky, liderul aparent al rezistenței poloneze, nu a auzit niciodată de Maria Tura. Realizând că Siletsky este un spion nazist care deține informații periculoase, Sobinski zboară înapoi la Varșovia pentru a o avertiza pe Maria. Dar Siletsky o contactează înainte și încearcă să o recruteze ca spionă. Joseph, revenit pe neașteptate acasă, îl găsește pe Sobinski în patul său și află despre situație. Decid să acționeze împreună.
Compania de teatru organizează o farsă: Siletsky este ademenit la teatru, transformat în sediu Gestapo, unde Joseph se dă drept colonelul Ehrhardt. Siletsky devine suspicios și este în cele din urmă ucis de Sobinski. Joseph se deghizează în Siletsky pentru a recupera lista periculoasă cu rudele aviatorilor, dar este prins într-un joc periculos de deconspirare, de care scapă folosindu-se de o barbă falsă și de talentul său actoricesc.
Împreună cu trupa, Joseph pune la cale o evadare îndrăzneață. Se infiltrează într-un spectacol nazist dedicat lui Hitler, folosindu-se de confuzie pentru a se da drept escorta acestuia. În timpul interpretării imnului german, actorul Greenberg întrerupe momentul cu celebrul discurs al lui Shylock, oferindu-le celorlalți ocazia de a se strecura. Bronski, deghizat în Hitler, conduce echipa spre libertate.
Între timp, Maria este vizitată de Ehrhardt, care încearcă să o seducă. Când o surprinde în compania lui „Hitler” (de fapt Bronski), trăgând concluzia că este amanta Führerului, se sinucide de rușine.
Actorii evadează din Polonia cu avionul lui Hitler, iar Sobinski îi însoțește spre Scoția. La final, Joseph își împlinește visul de a juca din nou „Hamlet”, iar Maria îl susține cu zâmbetul pe buze. Când, în timpul monologului său, un alt tânăr ofițer se ridică și pleacă spre culise, Joseph rămâne pentru o clipă blocat - istoria pare să se repete.

## Distribuție
- Carole Lombard - Maria Tura, o celebră actriță poloneză
- Jack Benny - Joseph Tura, un celebru actor polonez și soțul Mariei
- Robert Stack - locotenentul Stanislav Sobinski, un aviator polonez îndrăgostit de Maria
- Felix Bressart - Greenberg, un actor evreu care joacă roluri minore și visează să-l joace pe Shylock
- Lionel Atwill - Rawitch, un actor amator
- Stanley Ridges - profesorul Alexander Siletsky, un spion nazist care se preface a fi un muncitor al rezistenței poloneze
- Sig Ruman - col. Ehrhardt, nebunul comandant Gestapo din Varșovia
- Tom Dugan - Bronski, un actor minor care îl imitează pe Hitler
- Charles Halton - Dobosh, producătorul companiei
- George Lynn - un actor care se deghizează în adjutantul colonelului Ehrhardt
- Henry Victor - căpitanul Schultz, adevăratul adjutant al colonelului Ehrhardt
- Maude Eburne - Anna, servitoarea Mariei
- Halliwell Hobbes - generalul Armstrong, ofițer de informații britanic
- Miles Mander - maiorul Cunningham, ofițer de informații britanic
- James Finlayson - fermier scoțian (nemenționat)
- Olaf Hytten - Polonius în Varșovia (nemenționat)
- Maurice Murphy - pilot polonez al RAF (nemenționat)
- Frank Reicher - oficial al Ministerului de Externe polonez (nemenționat)

## Producție
Lubitsch nu luase niciodată în considerare pe altcineva decât pe Jack Benny pentru rolul principal în film. Chiar scrisese personajul avându-l în minte pe Benny. Acesta, încântat că un regizor de calibrul lui Lubitsch se gândise la el în timp ce scria filmul, a acceptat imediat rolul. Benny se afla într-o situație dificilă, deoarece, în mod ciudat, succesul său în versiunea cinematografică a filmului Mătușa lui Charley (1941) nu a convins pe nimeni să-l angajeze pe actor pentru filmele lor.
Pentru a juca alături de Benny, studioul și Lubitsch au ales-o pe Miriam Hopkins, a cărei carieră se deteriorase în ultimii ani. Rolul a fost conceput ca o revenire pentru veterana actriță, dar Hopkins și Benny nu s-au înțeles bine, iar Hopkins a părăsit producția.
Lubitsch a rămas fără o actriță principală până când Carole Lombard, auzindu-i situația dificilă, a cerut să fie luată în considerare. Lombard nu lucrase niciodată cu regizorul și tânjea după o oportunitate. Lubitsch a fost de acord și Lombard a fost distribuită. Filmul i-a oferit, de asemenea, lui Lombard oportunitatea de a lucra cu prietenul ei, Robert Stack, pe care îl cunoștea încă din adolescență. Filmul a fost filmat la United Artists, ceea ce i-a permis lui Lombard să spună că a lucrat la fiecare studio important din Hollywood.

## Receptare critică
Recepția inițială a filmului a fost marcată de neliniștea publicului din cauza descrierii satirice a naziștilor. Criticii de la acea vreme au criticat utilizarea unei amenințări atât de serioase și palpabile ca bază pentru comedie. Cu toate acestea, criticii moderni au ajuns să considere filmul ca fiind una dintre realizările notabile ale lui Lubitsch. Conform memoriilor neterminate ale lui Jack Benny, publicate în 1991, tatăl lui Benny a părăsit inițial cinematograful dezgustat când și-a văzut fiul în uniformă nazistă în film, dar Benny l-a convins în cele din urmă să se întoarcă. Ulterior, tatăl său nu numai că a apreciat filmul, dar l-a vizionat și el de un număr uimitor de 46 de ori.
Nu același lucru se putea spune despre toți criticii. Deși, în general, i-au lăudat pe Lombard, unii i-au disprețuit pe Benny și Lubitsch și au considerat filmul de prost gust. Bosley Crowther de la The New York Times a scris că este „greu de imaginat cum cineva poate accepta, fără să clipească, un raid aerian devastator asupra Varșoviei imediat după o secvență de farsă sau spectacolul în care domnul Benny joacă o scenă de comedie cu un cadavru al Gestapoului. Domnul Lubitsch avea un simț al umorului ciudat - și un scenariu încâlcit - când a realizat acest film.” The Philadelphia Inquirer a fost de acord, numind filmul „o încercare insensibilă și lipsită de gust de a găsi amuzament în bombardamentul Varșoviei.” Unii critici au fost deosebit de ofensați de replica colonelului Ehrhardt: „O, da, l-am văzut Tura în «Hamlet» odată. Ceea ce i-a făcut lui Shakespeare, facem acum Poloniei.”
Cu toate acestea, alte recenzii au fost pozitive. Variety a numit-o una dintre „cele mai bune producții ale lui Lubitsch din ultimii ani... o piesă solidă de divertisment”. Harrison's Reports a numit-o „O comedie-dramă captivantă despre timp de război, regizată și interpretată cu măiestrie. Acțiunea te ține în suspans în permanență, iar comedia dialogului, precum și a actoriei, te face să râzi aproape constant”. John Mosher de la The New Yorker a lăudat, de asemenea, filmul, scriind: „Faptul că comedia a putut fi plantată în Varșovia în momentul căderii sale, al cuceririi sale de către naziști și nu a părea prea incongruentă pentru a fi îndurată este un triumf al lui Lubitsch”.

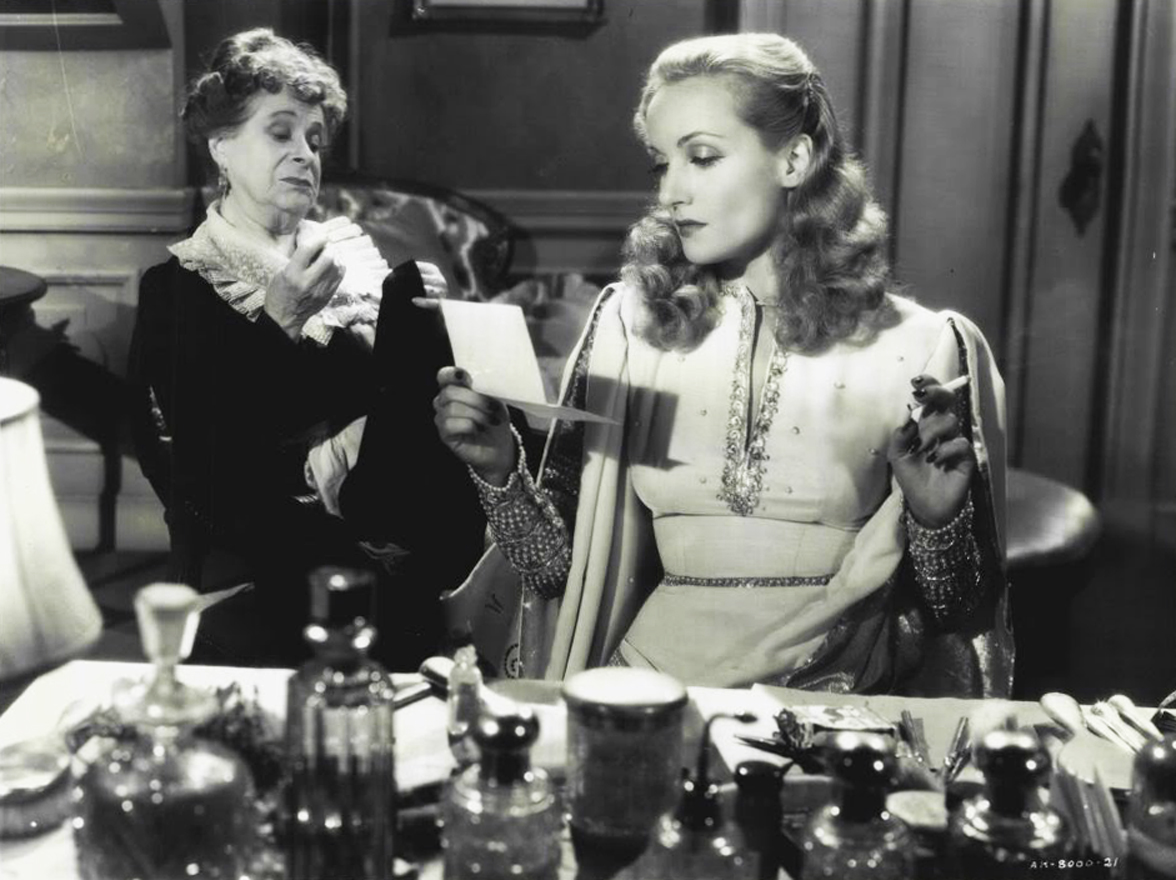
Carole Lombard într-o fotografie publicitară pentru film

În 1943, critica Mildred Martin a recenzat un alt film al lui Lubitsch în The Philadelphia Inquirer și a făcut referire peiorativ la originea sa germană și la comedia sa despre naziștii din Polonia. Lubitsch a răspuns publicând o scrisoare deschisă către ziar în care scria: „Ceea ce am satirizat în acest film sunt naziștii și ideologia lor ridicolă. De asemenea, am satirizat atitudinea actorilor care rămân întotdeauna actori, indiferent de cât de periculoasă ar putea fi situația, ceea ce cred că este o observație adevărată. Se poate argumenta dacă tragedia Poloniei, portretizată realist, așa cum se întâmplă în To Be or Not to Be, poate fi combinată cu satira. Cred că se poate, la fel și publicul pe care l-am observat în timpul unei proiecții a filmului To Be or Not to Be; dar acesta este un subiect de dezbatere și fiecare are dreptul la punctul său de vedere, dar este cu siguranță departe de regizorul născut la Berlin, care se distrează cu bombardamentul Varșoviei.”
În ultima vreme, filmul a devenit recunoscut ca un clasic al comediei. To Be or Not to Be are o rată de aprobare de 96% pe site-ul agregator de recenzii Rotten Tomatoes, cu o evaluare medie de 8,8/10, bazată pe 52 de recenzii, cu consensul: „O satiră complexă și oportună, cu tot atâta întuneric cât și slapstick, To Be or Not to Be de Ernst Lubitsch echilibrează delicat umorul și etica.” Criticul cultural și filosoful sloven, Slavoj Žižek, a numit-o comedia sa preferată, într-un interviu din 2015, în care a remarcat: „Este o nebunie, cred că nu poți face o comedie mai bună.”

## Premii și onoruri
Filmul To Be or Not to Be a fost nominalizat la un premiu Oscar, pentru cea mai bună muzică, coloana sonoră a unui film dramatic sau comedie. Filmul este recunoscut de Institutul American de Film în lista „AFI's 100 Years...100 Laughs” (2000), la poziția 49.

## Adaptări
- O adaptare radiofonică a piesei „To Be or Not to Be” a fost produsă de Screen Guild Theatre pe 18 ianuarie 1943, cu William Powell și Diana Lewis în rolurile principale.
- Filmul a fost refăcut de 20th Century Fox sub același nume, To Be or Not to Be, în 1983. A fost regizat de Alan Johnson și i-a avut în rolurile principale pe Mel Brooks și Anne Bancroft.
- O adaptare scenică a fost scrisă în germană de Jürgen Hoffmann în 1988.
- O versiune Bollywood, Maan Gaye Mughal-e-Azam, a fost lansată în 2008.
- O versiune scenică, intitulată tot „To Be or Not to Be”, a avut premiera pe Broadway în 2008.
- O adaptare pe scenă a fost creată la Budapesta, Ungaria, de Marton László, Radnóti Zsuzsa și Deres Péter în 2011.[26]
- O adaptare scenică a fost creată la Madrid, Spania, de Juan Echanove în 2022.[27]